# Draconiderna

Karta över natthimlen som visar stjärnbilden Draken och en del av den angränsande stjärnhimlen.

En meteor av Draconiderna som faller mot jorden. Foto: NASA.

Draconiderna, tidigare även kallad för Giacobiniderna, är en meteorsvärm vars ursprungskropp är kometen 21P/Giacobini-Zinner. Meteorsvärmen uppträder periodiskt varje år och bästa observationsmöjligheten inträffar 8-10 oktober. Åren 1933 och 1946 hade Draconiderna en ZHR (Zenithal Hourly Rate) på över tusentals synliga meteorer per timme. Förhöjd aktivitet sker när jorden rör sig genom ett område med högre densitet av kometfragment. Förhöjd aktivitet sker mycket sällan men inträffade bland annat även 1988 och 2005.

## Observationer
Drakoniderna pågår ungefär en vecka i början av oktober och har normalt sitt maximum den 9 oktober. Meteorregnet har varit känt i ungefär etthundra år. Radianten ligger i stjärnbilden Draken, rektascension 17h 28m och deklination +54°. Dess förväntade ZHRmax är ungefär 15 per timme. ZHRmax, zenital timfrekvens, är det beräknade antal meteorer som en observatör kan se under en timmes toppaktivitet, förutsatt att förhållandena är utmärkta. Antalet som effektivt kan ses är dock nästan alltid lägre och minskar ju närmre horisonten radianten är.
| År   | Aktivitet    | Topp                      |
| ---- | ------------ | ------------------------- |
| 2005 | 6-10 oktober | 8 oktober (ZHRmax 160)    |
| 2018 | 6-10 oktober | 8-9 oktober (ZHRmax >100) |